# Affare Elf
L'affare Elf (in francese: Affaire Elf) è un grosso scandalo, associato ad una lunga vicenda politico-finanziaria, scoppiato nel 1994 e che ha coinvolto l'azienda petrolifera Elf-Aquitaine per appropriazione indebita per un totale di 504 milioni di dollari, a seguito di un'indagine della Commission des Opérations de Bourse sul finanziamento dell'azienda tessile Bidermann tra il 1989 e il 1993. Questo caso è considerato "il più grande scandalo politico-finanziario e di appropriazione indebita in una democrazia occidentale dalla fine della seconda guerra mondiale”.
L'indagine istruttoria, condotta dal giudice Eva Joly, ha rapidamente messo in luce un'impressionante rete di corruzione coinvolgente politici e dirigenti d'azienda. L'azienda francese Elf è diventata, a seguito di una serie di fusioni, un colosso petrolifero, e avrebbe beneficiato della benevolenza del potere esecutivo francese, che considera l'approvvigionamento di petrolio un'attività economica strategica.

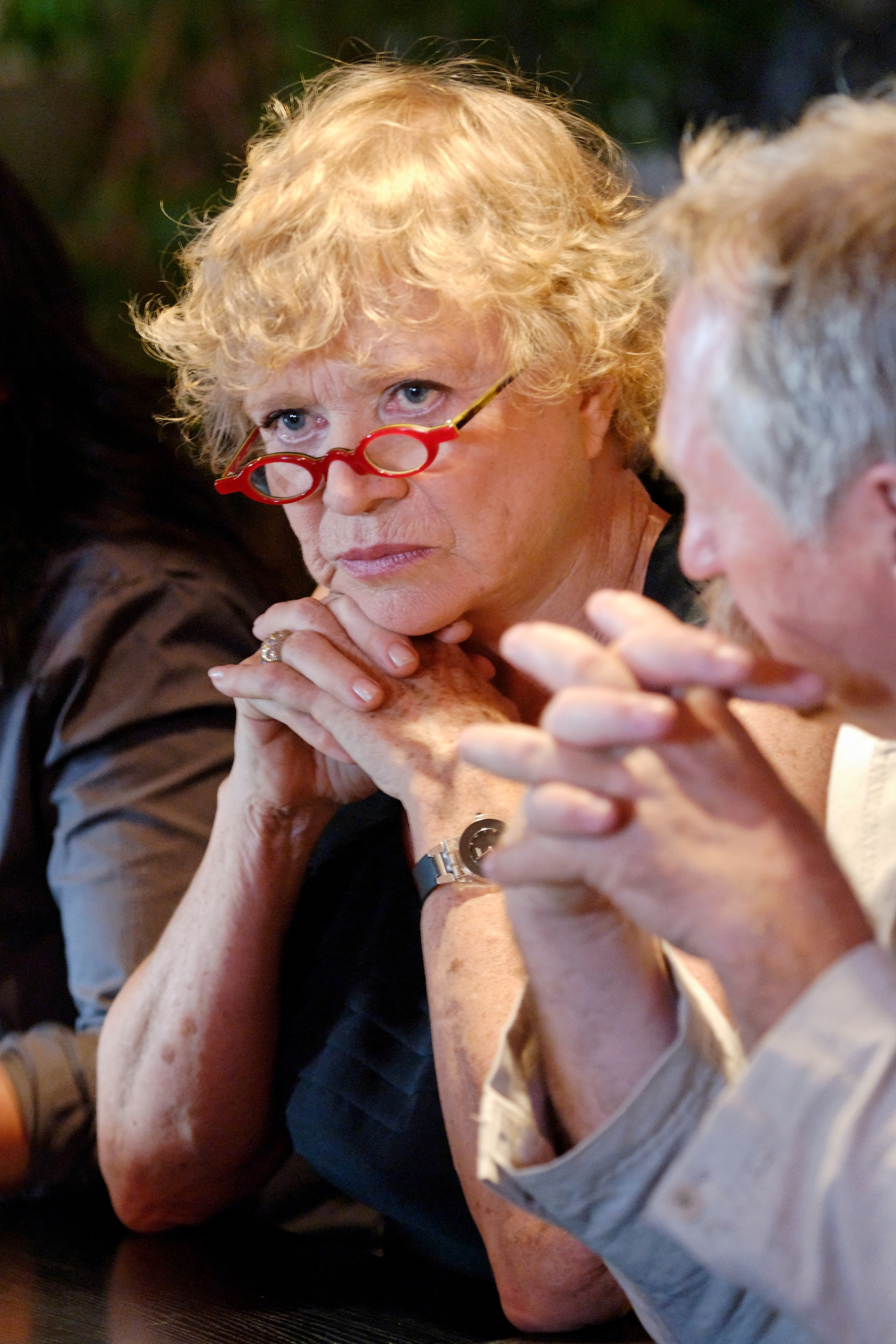
Eva Joly, che ha istruito laffaire assieme a Laurence Vichnievsky.

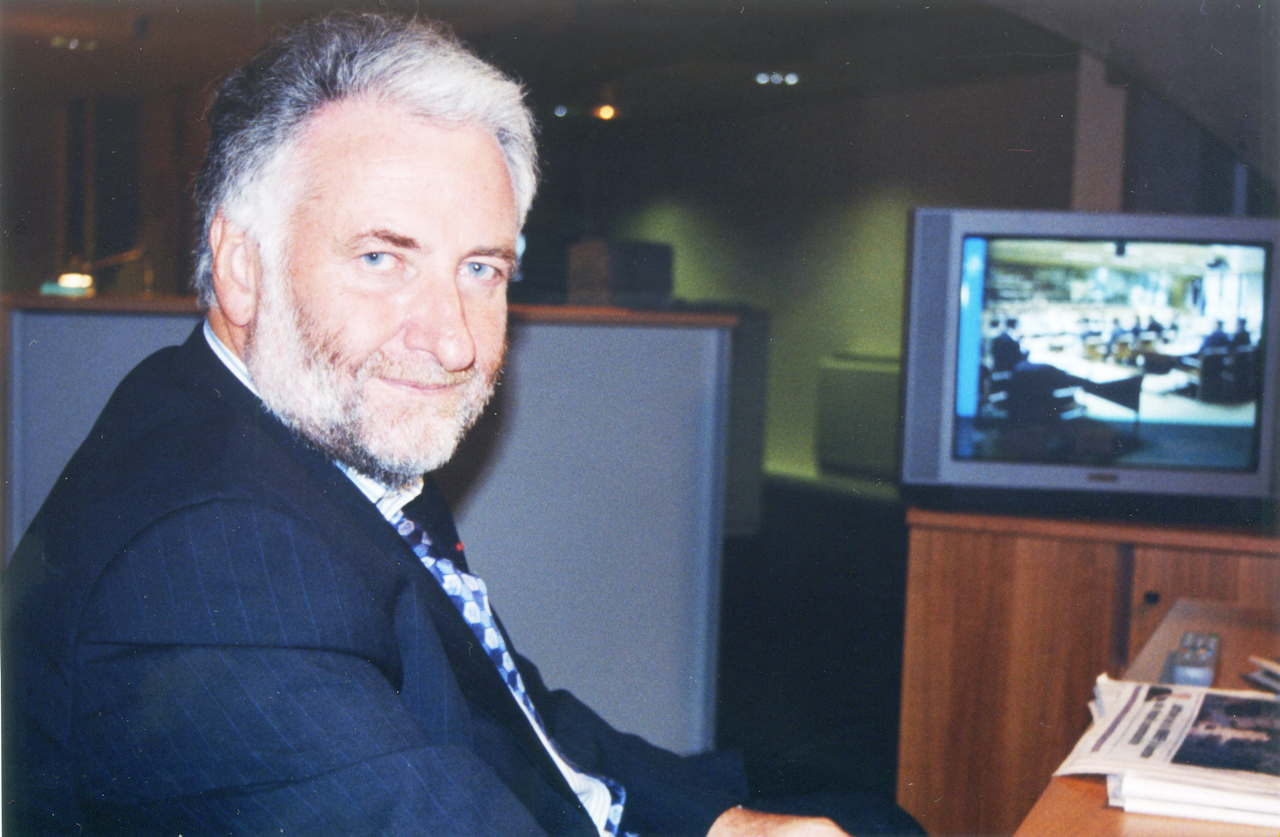
Loïk Le Floch-Prigent nel 1999.

## Appropriazione indebita
La direzione di Elf ha proceduto alla fatturazione eccessiva – come nel caso delle fregate di Taiwan in cui nel 1991 delle aziende francesi dovevano vendere sei fregate alla marina taiwanese, o durante l'acquisizione della raffineria a Leuna, in Germania – con lo scopo di pagare tangenti. È stato anche utilizzato il meccanismo dei lavori fittizi per remunerare a spese della società dei parenti di persone coinvolte in uno dei casi di questo complicato affare.
Questa storia tentacolare ha anche compromesso il ministro Roland Dumas e la sua amante Christine Deviers-Joncour. Quest'ultimo ha scritto nel suo libro La puttana della Repubblica di essere stata remunerata con un appartamento in rue de Lille a Parigi per i servizi resi.
Più di 300 milioni di euro sono stati sottratti tra il 1989 e il 1993 sotto la presidenza di Loïk Le Floch-Prigent e con la complicità del direttore degli affari generali Alfred Sirven, e di André Tarallo, il rappresentante di Elf in molte questioni africane.

## Le condanne dei principali imputati
Oltre alle multe e alle pene inflitte, gli imputati sono stati condannati anche rimborsare le somme sottratte, il che a volte raggiunge le decine di milioni di euro per persona condannata.
- Loïk Le Floch-Prigent è stato identificato come il principale responsabile dell'affare. Il denaro illegalmente intascato è stato usato da lui per l'acquisto di diverse abitazioni lussuose e per pagare le spese del suo divorzio con Fatima Belaïd. È stato condannato a 5 anni di prigione e a 375 000 euro di multa.
- Fatima Belaïd ha percepito 31 milioni di franchi da parte di Elf per il divorzio. È stata condannata a 3 anni di carcere, di cui due con la condizionale, e a 1 milione di euro di multa.
- Alfred Sirven (1927-2005), l'ex-direttore degli "affari generali" di Elf dal 1989 al 1993, incarcerato a partire dal febbraio 2001. Circa 1,1 miliardi di franchi provenienti da Elf sono stato versati sui suoi conti. Ha acquistato gioielli, appartamenti a Ibiza, Parigi, Chinon e Bruxelles; parte della somma sottratta è stata conservata su dei conti in Svizzera. È stato ocndannato a 5 anni di prigione e a 1 milione di euro di multa.
- André Tarallo (1927-2018), compagno di studi di Jacques Chirac alla ENA nel 1957 e amico personale di diversi capi di stato africani. Durante l'affare Elf, a effettuato l'acquisto di una residenza a Parigi, la costruzione di una gigantesca villa in Corsica e l'apertura di conti bancari in Svizzera. Durante l'indagine ha affermato che questi beni erano destinati a "decisori africani". È stato condannato a quattro anni di carcere e una multa di due milioni di euro; subito incarcerato, è stato rilasciato dopo 2 mesi per motivi di salute e non ha mai pagato la sua multa.
- Alain Guillon, ex direttore delle filiali di raffinazione e della distribuzione. È stato condannato per appropriazione indebita di circa 160 milioni di franchi a tre anni di carcere e a una multa di due milioni di euro. La reclusione è stata immediata.
- André Guelfi (1919-2016), assente all'udienza per motivi di salute. Imprenditore, legato ai circoli olimpici, è stato condannato per aver intascato commissioni fraudolente di diverse decine di milioni di franchi, riscosse in particolare per missioni in Venezuela e Spagna. Tre anni di condizionale e un milione di euro di multa.
- Maurice Bidermann (nato nel 1932) : ex boss del colosso dell'abbigliamento che porta il suo nome, è stato condannato per 50 milioni di franchi ricevuti da Elf, intascati come ricompensa per il suo ruolo nel divorzio Belaïd-Le Floch, a tre anni di reclusione, di cui due con la condizionale, e a un milione di euro di multa.
- Laurent Raillard, assente perché gravemente ammalato al momento del giudizio. Ex-compagno di golf di François Mitterrand, è stato condannato a dodici mesi con la condizionale e a 100000 euro di multa. Aveva ricevuto da Elf vantaggi e denaro (50 000 franchi al mese oltre a una carta di credito con un saldo di 2 milioni di franchi). L'acquisto ad una somma strabiliante della sua casa da parte della compagnia petrolifera non è stata imputata a lui.
- Nadhmi Auchi, il miliardario iracheno, naturalizzato britannico, ha ricevuto 175 milioni di franchi nel 1991 per la sua partecipazione all'operazione di acquisizione di Ertoil da parte di Elf in Spagna. È stato condannato a quindici mesi di pena con la condizionale e a due milioni di euro di multa.
- Pierre Lethier, ex colonnello dei servizi segreti francesi, ha ricevuto 96 milioni di franchi in commissioni per un presunto lobbying politico a margine dell'acquisizione da parte di Elf della raffineria di Leuna in Germania nel 1992. È stato condannato a quindici mesi di carcere e a una multa di 1,5 milioni di euro. Ha poi scritto un libro per Albin Michel nel 2001: Argent secret. L’espion de l’affaire Elf parle.
- Dieter Holzer (1941-2016), tedesco, membro influente del partito di Helmut Kohl, la CDU, ha ricevuto 160 milioni di franchi nell'operazione di acquisto della raffineria di Leuna. È stato condannato a quindici mesi di reclusione e a una multa di 1,5 milioni di euro.
- Yves Verwaerde (1947-2015): ex eurodeputato del DL dal 1989 al 1999, ha ricevuto diversi milioni di franchi da parte di Elf per presunti interventi in Africa. È stato condannato a dieci mesi di carcere e a una multa di 200 000 euro.

### La difficoltà nell'applicazione delle pene
La procura di Parigi è regolarmente interrogata sull'effettiva applicazione delle sentenze emesse nel caso Elf.
- L'intermediario tedesco Dieter Holzer non si è mai costituito davanti ai tribunali francesi da quando è passata in giudicato la sua condanna a 15 mesi di reclusione e una multa di 1,5 milioni di euro. Contro di lui è stato emesso un mandato d'arresto europeo nel maggio 2007[7].
- Pierre Letier risulta scomparso dal territorio nazionale. È stato oggetto di un mandato di cattura prima di comparire in tribunale nella primavera del 2003. Si dice che sia in procinto di negoziare i termini di applicazione della sua sentenza.
- Fatima Belaïd, l'ex moglie di Loïk Le Floch-Prigent, il cui divorzio è costato a Elf quasi 20 milioni di franchi, non ha dato notizie di sé e non ha pagato la multa.
- André Tarallo ha scontato solo due mesi di carcere prima di essere rilasciato per motivi di salute[8].